# Monument à Robespierre

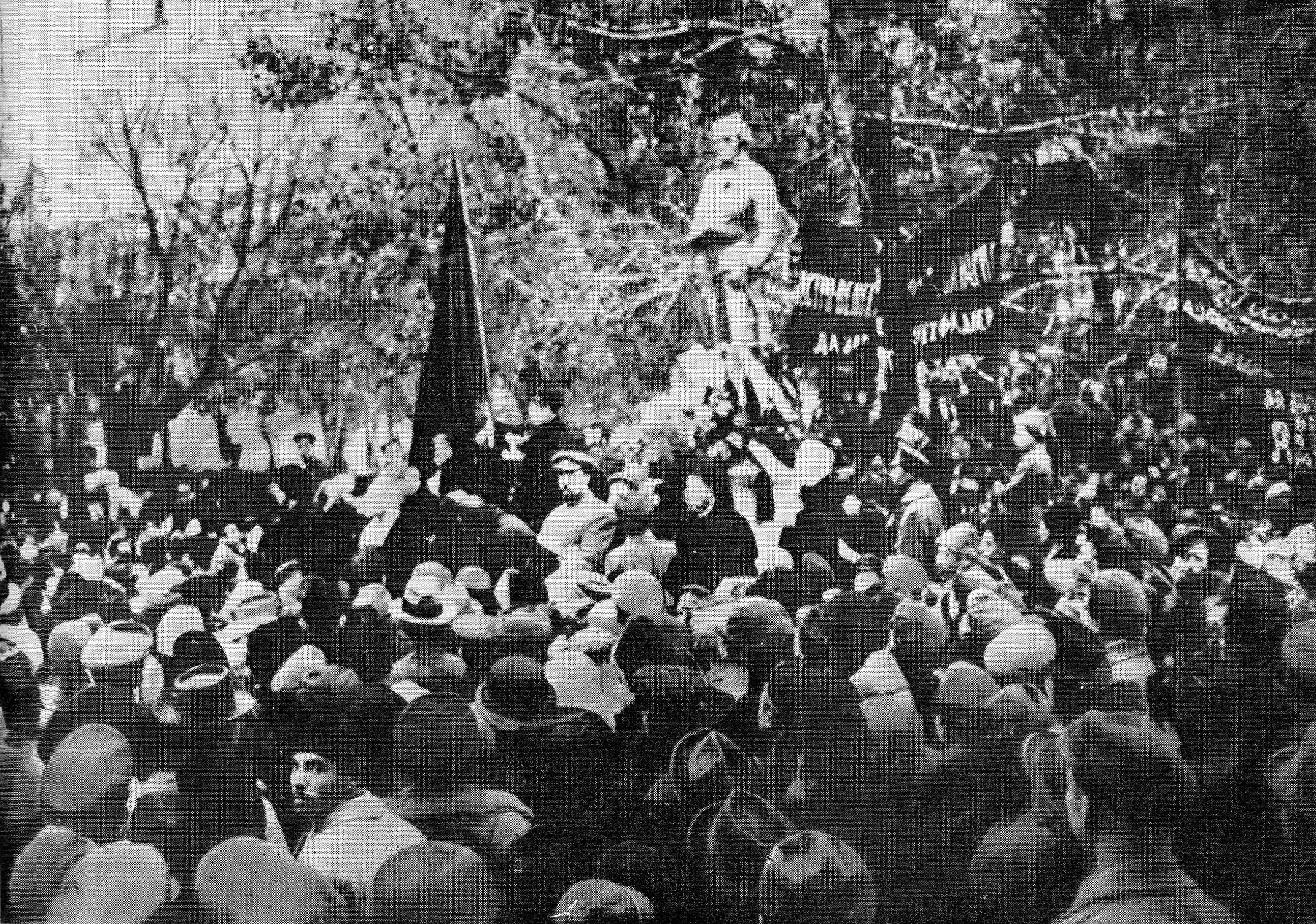
Le Monument à Robespierre dévoilé le 3 novembre 1918, trois jours avant sa destruction.

Le Monument à Robespierre (russe : Памятник Робеспьеру) a été l'un des premiers monuments érigés dans la République socialiste fédérative soviétique de Russie (plus tard appelée Union soviétique), érigé le 3 novembre 1918 – juste avant le premier anniversaire de la Révolution d'octobre, qui avait amené des Bolcheviks au pouvoir. Il dépeint Maximilien de Robespierre, une figure de proue de la Révolution française. Situé dans le Jardin d'Alexandre, il a été conçu par le sculpteur Béatrice Iourievna Sandomiskaïa (en russe : Беатриса Юрьевна Сандомирская). Créé dans le cadre du plan de "propagande monumentale", le monument a été commandé par Vladimir Lénine, qui, dans un édit se réfère à Robespierre comme un « Bolchevique avant la lettre ». C'était seulement l'une des plusieurs statues représentant les révolutionnaires français – les autres étaient des statues de Georges Danton, de François-Noël Babeuf et de Jean-Paul Marat, celle de Danton n'ayant jamais été terminée. Une autre, représentant également Robespierre, a été élevée à Petrograd.
Élevée dans un contexte de guerre civile en Russie et de communisme de guerre il y avait peu de matériaux disponibles pour construire la statue. Manque de bronze ou de marbre, le monument a plutôt été construit à l'aide de béton, avec des creux de tuyaux à travers sa structure. Cette conception s'est avérée fragile, ne durant que quelques jours. Le matin du 7 novembre, il ne restait qu'un tas de gravats. Au cours des jours suivants, les différents journaux ont fourni des versions différentes pour expliquer pourquoi la statue s'est effondrée, le journal Znamya Trudovoi Kommuny et d'autres affirmant que c'était le travail d'un « criminel » (contre-révolutionnaires), et le quotidien Izvestia indiquant que la chute de la statue a été causée par une mauvaise construction.